# Ingrid Peters
Ingrid Peters (nacida el 19 de abril de 1954, Dudweiler, Sarre) es una cantante y presentadora de noticias Alemana.
Previamente a su participación en Eurovisión, ella había intentado concursar en 1979, interpretando la canción "Du bist nicht frei" y además, en 1983 fue finalista en el concurso nacional Viva la mamma.
Peters representó a Alemania en el Festival de la Canción de Eurovisión 1986 celebrado en la ciudad de Bergen, Noruega, el 3 de mayo. Su canción, "Über die Brücke geh'n" (Cruzando el puente) alcanzó el 8° lugar con 62 puntos.
Al año siguiente, fue invitada especial en la selección nacional Alemana, lo que se volvería a repetir en 2007.

## Discografía
- 1976 Komm doch mal rüber
- 1983 Schwarz & weiß
- 1986 Über die Brücke geh’n
- 1994 Aufgewacht
- 1998 Weihnachten daheim
- 2000 Musik ist Gefühl
- 2002 Gänsehaut
- 2004 Weißt du, wo du hingehst (Sampler)
- 2005 Mit meinen Augen
- 2006 Meine Besten
- 2009 Nur die Hits (Sampler)
- 2009 Das Beste aus 40 Jahren Hitparade (Sampler)
- 2009 Es trommelt
- 2012 Lass es rocken